# Meisje met de parel (roman)
Meisje met de parel (oorspronkelijke titel Girl with a Pearl Earring uit 1999, Nederlandse vertaling uit 2001) is een historische roman van Tracy Chevalier. Het is een pseudo-biografie dat een beeld schept van de 17e-eeuwse tijdgeest in Delft en het leven van Johannes Vermeer aldaar. Het wordt verteld vanuit het perspectief van Griet, een personage geïnspireerd op Vermeers beroemde schilderij Meisje met de parel.  
In 2003 werd de roman verfilmd als een historische dramafilm met dezelfde titel.

## Context
De barokperiode wordt minder gekenmerkt door een specifieke kunststijl dan door een bepaalde tijdsperiode. Het woord 'barok' is afgeleid van het Portugese barocco, wat 'onregelmatige parel' betekent. De barok bestond uit diverse afwijkingen van de Bijbelse schilderkunst van de Renaissance. De Protestantse Reformatie bevrijdde kunstenaars van het verplicht afbeelden van Bijbelse taferelen en stelde hen in staat om meer interesse te tonen in huiselijke scènes. Vrouwen van die tijd poseerden met muziekinstrumenten in kamers versierd met symbolen van vooruitgang, zoals kaarten van nieuw ontdekte gebieden en boekenplanken met kostbare boeken. Naarmate de koopmansklasse meer welvaart vergaarde, groeide hun verlangen om, net als de adel een paar decennia eerder, geportretteerd te worden.
Johannes Vermeer (1632-1675), die zijn hele leven in Delft heeft gewoond, was voor zijn inkomen afhankelijk van de burgerij. Voor zijn huwelijk bekeerde hij zich tot het katholicisme, maar hij had moeite om zijn groeiende gezin te onderhouden (hij had uiteindelijk elf overlevende kinderen). Veel van zijn schilderijen tonen de echtgenotes of dochters van zijn protestantse opdrachtgevers, vastgelegd tijdens alledaagse taferelen zoals het schenken van water, het schrijven van een brief of het bespelen van een muziekinstrument. Vermeer streefde naar realisme, tot het punt waarop hij zand mengde in zijn verf om de textuur van bakstenen natuurgetrouw weer te geven, zoals te zien is in zijn Gezicht op Delft.
Over het persoonlijke leven van Vermeer is weinig bekend. Hij liet geen geschriften of zelfs maar tekeningen na, alleen 35 schilderijen. De weinige bekende feiten zijn ontleend aan juridische documenten, zoals zijn doop, zijn huwelijk, de geboortes van zijn kinderen en zijn testament. Dit gaf Chevalier de ruimte voor creatieve invulling.

## Het verhaal
Het verhaal gaat over een zestienjarig meisje uit een arm ambachtsgezin in het Delft van de 17e eeuw. Na een bedrijfsongeval van haar vader, waardoor hij niet meer kan werken, wordt zij gedwongen om als dienstmeisje te gaan werken bij Vermeer om haar familie te ondersteunen. Ze ondervindt daar de consequenties van het wantrouwen van dienstmeisjes en hun lage positie in de hiërarchie van het huishouden. Ze blijkt echter een opmerkelijk talent te hebben voor kleur en compositie, en begint Vermeer te assisteren in zijn werk. Ze doet dit in het geheim om de delicate verhoudingen binnen het huishouden niet te verstoren. Als vrouw leert ze ook hoe beperkt haar invloed is ten opzichte van mannen. Wanneer ontdekt wordt dat ze model heeft gestaan voor Vermeer, en daarbij de pareloorbellen van zijn vrouw droeg, wordt ze zonder verdediging van Vermeer uit het huis gezet.
Het verhaal maakt een sprong van tien jaar, en een beeld wordt geschetst van haar als vrouw getrouwd met de slagerszoon en met twee kinderen. Ze heeft  

De roman speelt zich over een periode van drie jaar af, waarna een sprong van tien jaar gemaakt wordt.

### 1664
De zestienjarige Griet moet in 1664 haar ouderlijk huis in Delft verlaten nadat haar vader door een ongeluk blind is geworden. Haar vader, een tegelmaker, is lid van het kunstenaarsgilde, waardoor er werk voor haar wordt gevonden als dienstmeisje in het huishouden van schilder Johannes Vermeer. In de strikt hiërarchische samenleving van die tijd betekent dit een statusdaling, aangezien dienstmeisjes een slechte reputatie hebben vanwege diefstal, spionage en relaties met hun werkgevers. Daarnaast zijn de Vermeers katholiek, een minderheid die slechts met tegenzin wordt getolereerd, terwijl Griet protestant is. In het huishouden raakt ze bevriend met Maertge, de oudste dochter van het gezin, maar ze heeft een moeizame relatie met de vijandige Cornelia, een jongere dochter die veel op haar klassebewuste moeder Catharina lijkt. Ook met de andere dienstmeid, Tanneke, heeft Griet moeite om op goede voet te blijven, vanwege haar humeurige en jaloerse aard.
Griet mag gedurende haar tijd bij de Vermeers alleen op zondag haar ouderlijk huis bezoeken, waar het gezin uit elkaar valt. Haar jongere zusje Agnes sterft aan de pest en haar jongere broer Frans is in de leer bij een werkgever, waarna hij uit het oog verdwijnt. In de eerste maanden van haar werk begint Pieter, de zoon van de slager waar Griet namens de Vermeers de boodschappen doet, toenadering te zoeken. Hoewel Griet vanwege haar strenge opvoeding aanvankelijk afwijzend staat, tolereert ze zijn aandacht vanwege de financiële voordelen voor haar verarmde ouders.

### 1675
Griet raakt steeds meer gefascineerd door Vermeers schilderkunst. Vermeer ontdekt dat ze een oog voor kunst heeft en vraagt haar in het geheim om klusjes voor hem te doen, zoals het mengen en malen van kleuren en poseren als model. Dit neemt veel van haar tijd in beslag, waardoor ze de argwaan van Catharina wekt. Echter, Vermeers schoonmoeder, Maria Thins, erkent Griets rol als stabiliserende factor in Vermeers carrière en ondersteunt de huishoudelijke regelingen die haar in staat stellen meer tijd aan zijn werk te besteden. Griet wordt echter door Vermeers vriend, Antonie van Leeuwenhoek, gewaarschuwd om afstand te houden, omdat Vermeer meer om zijn kunst geeft dan om mensen. Griet beseft dat dit waar is en blijft op haar hoede.
De welgestelde, maar losbandige mecenas van Vermeer, Pieter van Ruijven, merkt het "wijdogige dienstmeisje" op, belaagt haar wanneer hij de kans krijgt en dringt er bij Vermeer op aan om hen samen te schilderen, zoals hij eerder deed met een ander dienstmeisje dat Van Ruijven zwanger maakte. Griet en Vermeer zijn terughoudend om aan dit verzoek te voldoen, maar uiteindelijk komt Vermeer met een compromis. Van Ruijven wordt geschilderd met zijn eigen gezin, terwijl Griet apart wordt geportretteerd, een schilderij dat aan Van Ruijven wordt verkocht. Voor het portret dwingt Vermeer haar haar oren te laten piercen en de pareloorbellen van zijn vrouw te dragen, heimelijk, want zonder haar toestemming. Cornelia maakt gebruik van deze situatie om Catharina op de hoogte te brengen, wat resulteert in een schandaal waarbij Vermeer zwijgt en Griet het huis moet verlaten.

### 1676
Tien jaar later, nadat Griet met Pieter is getrouwd en een rustig leven leidt als slagersvrouw en moeder, wordt ze teruggeroepen naar het huis na Vermeers dood. Griet vermoedt dat de weduwe de openstaande rekening van de slager wil vereffenen. Ter plekke verneemt ze echter dat Vermeer vlak voor zijn dood had gevraagd haar schilderij op te hangen in zijn kamer. Ondanks de schulden van het gezin, bevat Vermeers testament een verzoek dat Griet de pareloorbellen ontvangt die ze droeg tijdens het schilderen. Antonie van Leeuwenhoek dwingt Catharina deze over te dragen, maar Griet beseft dat ze de oorbellen noch als dienstmeisje, noch als slagersvrouw kan dragen. Daarom besluit ze de oorbellen te verpanden en de vijftien gulden te betalen die haar man nog van familie Vermeer tegoed heeft.

## Feit en fictie
De roman is een fictieve vertelling waarvan alleen de historische en fysieke context (grotendeels) klopt. Niemand weet wie het meisje met de parel was, of wie de mensen in Vermeers schilderijen daadwerkelijk waren. Chevalier probeerde trouw te blijven aan de weinige bekende feiten; zo trouwde Vermeer met Catharina Bolnes en kregen ze elf kinderen die overleefden. Andere gegevens zijn minder duidelijk en vereisten keuzes: Vermeer woonde mogelijk in het huis van zijn schoonmoeder (Chevalier besloot dat dit het geval was); hij bekeerde zich tot het katholicisme rond zijn huwelijk, waarschijnlijk vanwege Catharina's geloof (ook dit werd als feit aangenomen); hij had mogelijk een vriendschap met wetenschapper Antony van Leeuwenhoek, de uitvinder van de microscoop (Chevalier nam aan dat dit het geval was).

### Schilderijen en personages
Naast het schilderij Meisje met de parel, waarin Griet als model fungeert, komen verschillende andere werken van Vermeer voor in Chevaliers roman. Aan het begin wordt Gezicht op Delft door Griets vader in herinnering gebracht. Wanneer Griet het huishouden betreedt, is Vermeer bezig met Vrouw met parelsnoer en Tanneke vermeldt kort daarna dat zij model stond voor Het melkmeisje. Zijn volgende werk is Vrouw met waterkan, waarvoor de dochter van de bakker (Hendrick van Buyten*dubbelcheck) poseert. Griet beschrijft dit schilderij aan haar vader en is nu in staat het creatieproces van dichterbij mee te maken, omdat ze Vermeer helpt in zijn atelier. Later poseert de vrouw van Van Ruijven, Maria de Knuijt, voor Schrijvende vrouw in het geel. In deze episode wordt herinnerd dat zij eerder te zien was in De luitspeelster, en dat haar echtgenoot de dienstmeid had verleid die model stond voor Het glas wijn. Van Ruijven zelf, zijn zus en dochter komen voor in Het concert, dat wordt opgevat als een vervolg op De muziekles. Een ander schilderij, De koppelaarster, is niet Vermeers werk, maar een genretafereel van Dirck van Baburen dat eigendom is van Maria Thins en hangt rechts van Het concert. Ook wordt in het roman gesuggereerd dat Vermeers dochter Maertge is geschilderd, een verwijzing naar Studie van een jongedame.
Deze schilderijen compenseren het gebrek aan gedetailleerde historische informatie over de belangrijkste mannelijke personages. Dit gaf Chevalier de vrijheid de schaarse feiten over Vermeer te integreren met haar fantasie, wat haar roman een realistisch tintje geeft. Het gebrek aan bewijsmateriaal strekt zich echter ook buiten het huishouden van Vermeer uit. Hoewel bekend is dat Antonie van Leeuwenhoek als executeur optrad voor Vermeers testament, is er geen documentair bewijs van een vriendschap tussen de twee. Van Leeuwenhoek was zeker geïnteresseerd in optische apparaten, en er wordt gespeculeerd dat Vermeer gebruikmaakte van een camera obscura,  maar er zouden te veel vertekening in zijn schilderijen zitten om te denken dat hij ermee werkte. Ook is er een grote waarschijnlijkheid dat Pieter van Ruijven Vermeers mecenas was, aangezien 21 van zijn schilderijen in diens nalatenschap voorkwamen, maar ook hiervan geen onomstotelijk bewijs. Er is in elk geval geen aanwijzing dat Van Ruijven de seksuele predator was die Chevalier in haar roman beschrijft.

## Thema's
In plaats van een verhaal te schrijven over een verboden relatie tussen Vermeer en het dienstmeisje, creëert Chevalier spanning door de nadruk te leggen op hun terughoudendheid. Zoals Time opmerkt, presenteert Chevalier "een verfijnd gecontroleerde oefening die illustreert hoe verleiding wordt weerstaan ten behoeve van kunst." Deze terughoudendheid is ook een gevolg van de afstandelijke stijl die Chevalier koos voor haar verteller, Griet. Het is opgemerkt dat dit bedoeld is om Vermeers schilderstijl te weerspiegelen. De nadruk ligt vooral op visuele details, zowel in het uiterlijk van de personages als in hun huiselijke omgeving, en op hun ruimtelijke positionering ten opzichte van elkaar.
Deze koele benadering onderscheidt het boek van de drie andere romans die in 1999 werden gepubliceerd en die ook gaan over de 17e-eeuwse Nederlandse schilderkunst. Susan Vreelands Girl in Hyacinth Blue bestaat uit een reeks verhalen rond een zogenaamd verloren schilderij van Vermeer; Katharine Webers De muziekles behandelt het gestolen Vermeer-schilderij met dezelfde titel. Tulip Fever van Deborah Moggach speelt zich af in Amsterdam en gaat eveneens over de liefde tussen een schilder en zijn model. Ook dit boek begon met een poging om de raadselachtige blik van de geportretteerde in een schilderij uit die periode te ontcijferen.
Een ander thema dat in de vertelling wordt aangetoond zonder expliciet te worden benoemd, is hoe vrouwen in die tijd, zoals Lisa Fletcher opmerkt, "niet de zeggenschap hadden over hun eigen lichaam, maar eigendom waren, eerst van hun ouders, daarna van hun werkgevers en tenslotte van hun echtgenoten." Naarmate de roman vordert, wordt Griet zich steeds meer bewust dat ze 'te koop' is. Ze krijgt geen keuze van haar ouders over, of en waar ze zal werken. Van Ruijven en andere personages gaan ervan uit dat ze seksueel beschikbaar is, simpelweg omdat ze een onbewaakt dienstmeisje is. En zodra Pieter haar toegestane huwelijkskandidaat wordt, laten haar ouders haar over aan zijn fysieke avances, in de verwachting dat het huwelijk in hun voordeel zal zijn.

## Recensies
In de Volkskrant werd geschreven dat het verhaal voorspelbaar en melodramatisch is. Hij stoort zich vooral aan de karikaturale weergave van Vermeer, waarbij de schilder in zijn werk als gevoelig wordt gepresenteerd, maar in zijn persoonlijke leven emotioneel verkrampt overkomt. De relatie tussen het dienstmeisje Griet en haar superieuren mist volgens de Volkskrant subtiliteit, en sommige verhaalelementen, zoals het beeld van een seksueel roofdier van mecenas Van Ruijven, worden te plat neergezet.
Simon Jenkins van The Guardian bekritiseert het boek en de moderne interpretaties van Vermeer's schilderij door te stellen dat de historische feiten zijn vervormd ten gunste van sensatie. Hij verwerpt Tracy Chevalier's weergave van het meisje als een verleidelijke dienares, en suggereert in plaats daarvan dat het om een van Vermeer's dochters gaat. Jenkins benadrukt dat de fictieve interpretatie, gericht op seks en drama, afbreuk doet aan het ware leven van Vermeer en zijn familie, en de waarheid heeft verdrongen ten gunste van commercieel succes in boeken en films.

## Verfilming
In de Volkskrant wordt de filmversie Girl with a Pearl Earring geprezen vanwege de visuele pracht en het vakmanschap van regisseur Peter Webber. De film zou erin geslaagd zijn Vermeers schilderstijl op een levendige manier te vertalen naar het scherm, wat vooral te danken zou zijn aan het camerawerk van Eduardo Serra. Ondanks wat de Volkskrant bestempeld als een zwak verhaal ("verzinsels van Chevalier") en de oppervlakkige karakterisering van Vermeer, is Scarlett Johansson’s ingetogen vertolking van Griet volgens de Volkskrant het hoogtepunt. Haar stille, krachtige aanwezigheid zou een bijzondere sfeer van intimiteit en mysterie teweegbrengen, die doet denken aan het werk van Vermeer zelf.